# Al-Hasan al-Basri
Hasan al-Basri, född 642 i Medina, död 728 i Basra, var en arabisk lärd och asket.
Hasan al-Basri föddes i Medina men var senare bosatt i Basra, där han förvärvade ett oerhört anseende för fromhet, lärdom och vältalighet. Inte enbart för sufisterna har Hasan al-Basri på grund av sin asketiska fromhet blivit en föregångare, även sunniter och mu'taziliter räknar honom som en förebild. Både muʿtaziliter (filosofiska teologer) och ashʿariter (anhängare av teologen al-Ashʿarī), de två viktigaste teologiska skolorna i tidig sunnimuslimsk (traditionalistisk) islam, betraktar Ḥasan som en av deras grundare.
Den första shiaimamen Ali ibn Abi Talib har enligt en tradition kallat Hasan al-Basri för denna nations (ummas) samiri, med den enda skillnaden att samariern inte lät någon komma nära honom, men att denna man säger till folk att vi inte ska strida, även med korrupta personer. Ali refererade till al-Basris antikrigskampanj gällande Kamelslaget.